# Tarabuco (gemeente)
Tarabuco is een gemeente (municipio) in de Boliviaanse provincie Yamparáez in het departement Chuquisaca. De gemeente telt naar schatting 17.103 inwoners (2018). De hoofdplaats is Tarabuco.

## Indeling
De gemeente telt 2 kantons:
- Cantón Pajcha - 1.016 inwoners (2001)
- Cantón Tarabuco - 18.538 inw